# Tony Martin (wielrenner)
Tony Martin (Cottbus, 23 april 1985) is een voormalig Duits wielrenner en baanwielrenner. Hij is vooral bekend als tijdritspecialist. Martin won in 2011, 2012, 2013 en 2016 het wereldkampioenschap tijdrijden.

## Loopbaan
Martin boekte zijn eerste grote overwinning op de fiets in 2003, toen hij Duits tijdritkampioen werd bij de junioren. Een jaar later behaalde hij samen met Christian Bach, Sascha Damrov en Jens Lehmann de nationale titel in de ploegenachtervolging op de baan.

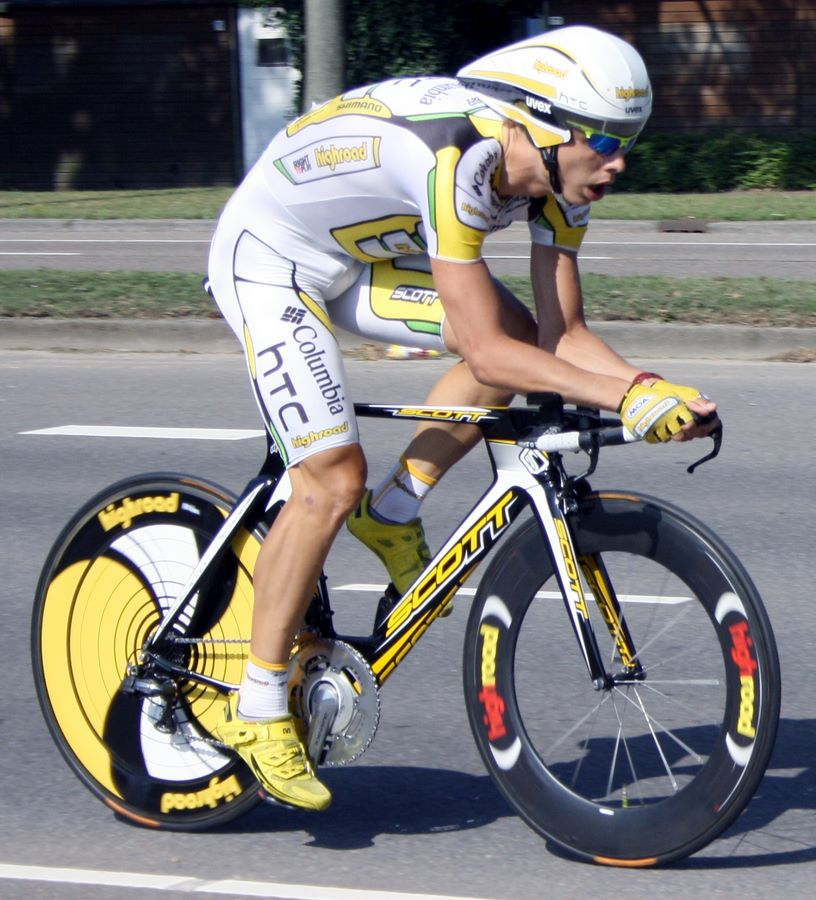
Martin tijdens de Eneco Tour 2009

In 2005 reed hij als stagiair bij Team Gerolsteiner. In dat jaar won hij een lastige tijdrit in de Rothaus Regio-Tour en behaalde hij twee etappezeges in de Giro delle Regioni, een voorname wedstrijd voor beloften (renners onder 23). Hij nam in dat jaar ook deel aan het wereldkampioenschap in Madrid bij de beloften. In 2006 behaalde hij wederom de nationale tijdrittitel, ditmaal bij de beloften. Ook won hij de meerdaagse beloftenwedstrijd Ronde van Thüringen.
2007 was voor Martin een succesvol jaar, met verscheidene zeges en onder andere een tweede plaats in de Ronde van de Toekomst, achter de Nederlander Bauke Mollema. Na zijn goede resultaten kon hij in 2008 aan de slag bij Team Columbia. Wederom behaalde hij etappe- en eindoverwinningen en ook eindigde hij bij het wereldkampioenschap tijdrijden als zevende bij de eliterenners.
In 2009 verraste hij in de Ronde van Zwitserland door zijn prestaties bergop en in het tijdrijden; hij behaalde een etappezege, eindigde als tweede in het eindklassement en won het bergklassement. Kort daarna nam hij eveneens overtuigend deel aan de Ronde van Frankrijk: hij reed lange tijd rond in de witte trui en eindigde als tweede in twintigste etappe, met finish op de Mont Ventoux. Bij het wereldkampioenschap tijdrijden wist hij op het podium te eindigen. Voorts behaalde hij ritzeges in het Internationaal Wegcriterium en de Ronde van Beieren.
In 2010 was hij een van de weinige renners die Fabian Cancellara kon kloppen in een tijdrit. Ook won hij de laatste rit in de Eneco Tour, alsook het eindklassement en het jongerenklassement.
Op 1 september 2011 raakte bekend dat Martin voor drie seizoenen naar Quick Step zou gaan. Op 21 september 2011 won hij het Wereldkampioenschap tijdrijden in Kopenhagen en onttroonde zo viervoudig wereldkampioen Cancellara, die derde werd na Bradley Wiggins.
Op woensdag 5 oktober 2011 won Tony Martin zijn 1e wedstrijd in de regenboogtrui. Dit deed hij door de proloog van de Ronde van Peking te winnen.
In april 2012 brak hij tijdens een training na een aanrijding met een wagen zijn kaakbeen, jukbeen en oogkas.
Op zondag 16 september won Martin op de wereldkampioenschappen samen met zijn ploeg Omega Pharma-Quickstep de WK-ploegentijdrit voor mannen. De andere vijf renners waren Niki Terpstra, Peter Velits, Tom Boonen, Kristof Vandewalle en Sylvain Chavanel. Het BMC van Philippe Gilbert strandde op drie seconden. Enkele dagen later prolongeerde Martin zijn wereldtitel op de individuele tijdrit. De nummer twee, Taylor Phinney, was slechts vijf seconden langzamer dan de Duitser.
Op donderdag 29 augustus 2013 verbaasde Martin de hele wereld door in de 6e etappe van de Ronde van Spanje de volle 175 km (de volledige rit) helemaal alleen op kop te blijven rijden. Door toedoen van Fabian Cancellara, die het peloton in de laatste hectometers in het wiel van Martin had teruggebracht, raasde de Deen Michael Mørkøv op een tiental meter van de meet hem voorbij; Martin eindigde zevende. Volgens wielercommentator Michel Wuyts leverde Martin hiermee de koersprestatie van het jaar.
Op 25 september 2013 kroonde Tony Martin zich voor de derde keer tot individueel wereldkampioen tijdrijden in Florence voor Bradley Wiggins en viervoudig kampioen Cancellara. Dit gebeurde nadat hij enkele dagen eerder op hetzelfde parcours ook al de wereldtitel ploegentijdrit had geprolongeerd met zijn ploegmaats van Omega Pharma-Quickstep. Indien Martin in zijn eentje had meegedaan met de ploegentijdrit, was hij zesde geëindigd.
In 2016 nam Martin deel aan de wegwedstrijd op de Olympische Spelen in Rio de Janeiro, maar reed deze niet uit. Vier dagen later werd hij twaalfde in de tijdrit. Op 12 oktober 2016 werd de Oost-Duitser wereldkampioen tijdrijden in Doha, Qatar.

## Na zijn wielercarrière
In 2022 veilde hij zijn Olympische zilveren medaille. De opbrengst ging naar hulp voor kinderen na de Russische invasie van Oekraïne. De medaille werd gekocht door een supplementen bedrijf, dat haar vervolgens weer aan Martin teruggaf.
Martin is, net als Marcel Kittel, een van de oprichters van het bedrijf li:on dat kinderfietsen produceert.

## Belangrijkste overwinningen
2005
4e en 6e etappe Giro delle Regioni
4e etappe Rothaus Regio-Tour (individuele tijdrit)
2006
Eindklassement Ronde van Thüringen
2007
3e etappe Circuit des Ardennes (individuele tijdrit)
Coppa Citta' di Asti
Eindklassement Rás Tailteann
2e etappe Ronde van Thüringen
2008
Hel van het Mergelland
Proloog Ster Elektrotoer
3e etappe deel B Ronde van de Ain (individuele tijdrit)
8e etappe Ronde van Duitsland (individuele tijdrit)
2009
Bergklassement Parijs-Nice
3e etappe Critérium International (individuele tijdrit)
3e etappe Ronde van Romandië (ploegentijdrit)
4e etappe Ronde van Beieren (individuele tijdrit)
7e etappe Ronde van Zwitserland
Bergklassement Ronde van Zwitserland
2010
7e etappe Ronde van Californië (individuele tijdrit)
9e etappe Ronde van Zwitserland (individuele tijdrit)
 Duits kampioen tijdrijden, Elite
7e etappe Eneco Tour (individuele tijdrit)
 Eindklassement Eneco Tour
Jongerenklassement Eneco Tour
2011
5e etappe Ronde van de Algarve (individuele tijdrit)
 Eindklassement Ronde van de Algarve
6e etappe Parijs-Nice (individuele tijdrit)
 Eindklassement Parijs-Nice
6e etappe Ronde van het Baskenland (individuele tijdrit)
3e etappe Critérium du Dauphiné (individuele tijdrit)
20e etappe Ronde van Frankrijk (individuele tijdrit)
10e etappe Ronde van Spanje (individuele tijdrit)
 Wereldkampioen tijdrijden, Elite
1e etappe Ronde van Peking (individuele tijdrit)
 Eindklassement Ronde van Peking
Chrono des Nations
2012
4e etappe Ronde van België (individuele tijdrit)
 Eindklassement Ronde van België
 Duits kampioen tijdrijden, Elite
 in de individuele tijdrit op de Olympische Spelen in Londen
 UCI Ploegentijdrit
 Wereldkampioen tijdrijden, Elite
2e etappe Ronde van Peking
 Eindklassement Ronde van Peking
Chrono des Nations
2013
4e etappe Ronde van de Algarve (individuele tijdrit)
 Eindklassement Ronde van Algarve
1e (ploegentijdrit) en 7e (individuele tijdrit) etappe Tirreno-Adriatico
6e etappe Ronde van het Baskenland (individuele tijdrit)
5e etappe Ronde van Romandië (individuele tijdrit)
3e etappe Ronde van België (individuele tijdrit)
 Eindklassement Ronde van België
4e etappe Critérium du Dauphiné (individuele tijdrit)
 Duits kampioen tijdrijden, Elite
11e etappe Ronde van Frankrijk (individuele tijdrit)
 UCI Ploegentijdrit
 Wereldkampioen tijdrijden, Elite
Chrono des Nations
2014
1e etappe Tirreno-Adriatico (ploegentijdrit)
2e en 6e etappe (individuele tijdrit) Ronde van het Baskenland
3e etappe Ronde van België (individuele tijdrit)
 Eindklassement Ronde van België
1e en 7e etappe Ronde van Zwitserland (individuele tijdrit)
 Duits kampioen tijdrijden, Elite
9e en 20e etappe (individuele tijdrit) Ronde van Frankrijk
10e etappe Ronde van Spanje (individuele tijdrit)
2015
3e etappe Ronde van de Algarve (individuele tijdrit)
6e etappe Ronde van Romandië (individuele tijdrit)
 Duits kampioen tijdrijden, Elite
4e etappe Ronde van Frankrijk
Eindklassement Ronde van Poitou-Charentes
2016
 Duits kampioen tijdrijden, Elite
7e etappe deel A Ronde van Groot-Brittannië (individuele tijdrit)
 UCI Ploegentijdrit
 Wereldkampioen tijdrijden, Elite
2017
2e etappe Ronde van Valencia
 Duits kampioen tijdrijden, Elite
2018
 Duits kampioen tijdrijden, Elite
2019
1e etappe UAE Tour (ploegentijdrit)
 Duits kampioen tijdrijden, Elite
2e etappe Ronde van Frankrijk (ploegentijdrit)
2021
 Duits kampioen tijdrijden, Elite
 Wereldkampioen Mixed Relay

## Resultaten in voornaamste wedstrijden
| Jaar | Ronde van Italië | Ronde van Frankrijk | Ronde van Spanje |
| ---- | ---------------- | ------------------- | ---------------- |
| 2008 | 128e             |                     |                  |
| 2009 |                  | 36e                 |                  |
| 2010 |                  | 137e                |                  |
| 2011 |                  | 44e (1)             | opgave (1)       |
| 2012 |                  | opgave              | opgave           |
| 2013 |                  | 106e (1)            | opgave           |
| 2014 |                  | 47e (2)             | opgave (1)       |
| 2015 |                  | opgave (1)          |                  |
| 2016 |                  | opgave              |                  |
| 2017 |                  | 101e                |                  |
| 2018 |                  |                     |                  |
| 2019 |                  | uitgesloten         | opgave           |
| 2020 | opgave           | 118e                |                  |
| 2021 |                  | opgave              |                  |

| Jaar | Gent-Wevelgem | Ronde van Vlaanderen | Parijs-Roubaix | Amstel Gold Race | Luik-Bast.‑Luik | Waalse Pijl | Parijs-Tours | Eschborn-Frankfurt |  | WK op de weg |  | Wereldranglijsten |
| ---- | ------------- | -------------------- | -------------- | ---------------- | --------------- | ----------- | ------------ | ------------------ |  | ------------ |  | ----------------- |
| 2008 |               |                      |                | 147e             |                 |             | 136e         |                    |  |              |  | 98e (UPT)         |
| 2009 |               |                      |                | 99e              | opgave          | 67e         |              |                    |  | opgave       |  | 40e (UWK)         |
| 2010 |               |                      |                | 106e             | 71e             | 50e         |              |                    |  | opgave       |  | 25e (UWK)         |
| 2011 |               |                      |                |                  | 52e             | 88e         |              |                    |  | 166e         |  | 6e (UWT)          |
| 2012 |               |                      |                |                  |                 |             |              | 4e                 |  |              |  | 28e (UWT)         |
| 2013 |               |                      |                |                  |                 |             |              | 64e                |  |              |  | 56e (UWT)         |
| 2014 |               |                      |                | 72e              | opgave          |             |              |                    |  | opgave       |  | 34e (UWT)         |
| 2015 |               |                      |                | 77e              |                 | 92e         | 102e         |                    |  | opgave       |  | 92e (UWT)         |
| 2016 |               | 112e                 | 76e            |                  |                 |             |              | 56e                |  |              |  | 203e (UWT)        |
| 2017 | 113e          | opgave               | 76e            |                  |                 |             |              | 47e                |  | 69e          |  | 210e (UWT)        |
| 2018 | 28e           | 63e                  | 72e            |                  |                 |             | 90e          |                    |  |              |  | 193e (UWT)        |
| 2019 |               |                      |                |                  |                 |             |              |                    |  |              |  | 484e (UWR)        |
| 2020 |               |                      |                |                  |                 |             |              |                    |  |              |  |                   |
| 2021 |               |                      |                |                  |                 |             |              |                    |  |              |  |                   |

| WK Tijdrijden   | 2003 | 2004 | 2005 | 2006 | 2007 | 2008 | 2009  | 2010  | 2011 | 2012 | 2013 | 2014   | 2015   | 2016 | 2017 | 2018 | 2019   | 2021 |
| --------------- | ---- | ---- | ---- | ---- | ---- | ---- | ----- | ----- | ---- | ---- | ---- | ------ | ------ | ---- | ---- | ---- | ------ | ---- |
| Elite           |      |      |      |      |      | 7e   | Brons | Brons | Goud | Goud | Goud | Zilver | 7e     | Goud | 9e   | 7e   | 9e     | 6e   |
| Beloften        |      |      |      | 18e  |      |      |       |       |      |      |      |        |        |      |      |      |        |      |
| Junioren        | 8e   |      |      |      |      |      |       |       |      |      |      |        |        |      |      |      |        |      |
| Elite Ploegen   |      |      |      |      |      |      |       |       |      | Goud | Goud | Brons  | Zilver | Goud | 9e   | 11e  |        |      |
| Ploegen gemengd |      |      |      |      |      |      |       |       |      |      |      |        |        |      |      |      | Zilver | Goud |

### Resultaten in kleinere rondes
| Jaar | Parijs-Nice | Tirreno-Adriatico | Ronde van Catalonië | Ronde van het Baskenland | Ronde van Romandië | Critérium du Dauphiné | Ronde van Zwitserland | Ronde van Polen | Eneco/BinckBank Tour | Ronde van Duitsland | Ronde van Peking |
| ---- | ----------- | ----------------- | ------------------- | ------------------------ | ------------------ | --------------------- | --------------------- | --------------- | -------------------- | ------------------- | ---------------- |
| 2008 |             |                   |                     |                          | 94e                |                       |                       | opgave          |                      | 50e (1)             |                  |
| 2009 | 85e         |                   |                     |                          | 8e                 |                       | ↑ (1)                 |                 | 68e                  |                     |                  |
| 2010 | opgave      |                   | 92e                 |                          |                    |                       | 6e (1)                |                 | ↑ (1)                |                     |                  |
| 2011 | ↑ (1)       |                   |                     | 107e (1)                 | ↑                  | 37e (1)               |                       |                 |                      |                     | ↑ (1)            |
| 2012 | 62e         |                   |                     | 5e                       |                    | 23e                   |                       |                 |                      |                     | ↑ (1)            |
| 2013 |             | 29e (1)           |                     | 60e (1)                  | 11e (1)            | opgave (1)            |                       |                 |                      |                     | 6e               |
| 2014 |             | 75e               |                     | 30e (2)                  | 83e                |                       | 4e (2)                |                 |                      |                     |                  |
| 2015 | 38e         |                   |                     | 32e                      | 30e (1)            | opgave                |                       |                 |                      |                     |                  |
| 2016 |             | 117e              |                     |                          |                    | 65e                   |                       |                 | 15e                  |                     |                  |
| 2017 | 93e         |                   |                     |                          |                    | 90e                   |                       |                 | 54e                  |                     |                  |
| 2018 |             | 47e               |                     |                          |                    |                       |                       |                 |                      |                     |                  |
| 2019 |             | 135e              |                     | opgave                   |                    |                       |                       |                 |                      |                     |                  |
| 2020 |             |                   |                     |                          |                    | buiten tijd           |                       |                 |                      |                     |                  |
| 2021 | opgave      |                   |                     |                          |                    |                       |                       |                 |                      |                     |                  |

(*) tussen haakjes aantal individuele etappe-overwinningen

## Ploegen
- 2005 –  Gerolsteiner (stagiair vanaf 1-8)
- 2006 –  Thüringer Energie Team
- 2007 –  Thüringer Energie Team
- 2008 –  Team Columbia [a]
- 2009 –  Team Columbia-HTC [b]
- 2010 –  Team HTC-Columbia
- 2011 –  HTC-Highroad
- 2012 –  Omega Pharma-Quick-Step
- 2013 –  Omega Pharma-Quick-Step
- 2014 –  Omega Pharma-Quick-Step
- 2015 –  Etixx-Quick Step
- 2016 –  Etixx-Quick Step
- 2017 –  Team Katusha Alpecin
- 2018 –  Team Katusha Alpecin
- 2019 –  Team Jumbo-Visma
- 2020 –  Team Jumbo-Visma
- 2021 –  Team Jumbo-Visma

Wielerploegen van Tony Martin
Förster ·
Fothen ·
Haselbacher ·
Høj ·
Hondo (tot 14/04) ·
Krauß ·
Lang ·
Leipheimer ·  
Moletta ·  
Montgomery ·
Ordowski ·
Peschel ·
Rebellin ·
Rich · 
Russ ·  
Schmidt ·
Scholz · 
Serpellini ·
Strauss ·
Totschnig ·
Wegmann ·
Wrolich ·
B. Zberg ·
M. Zberg ·
Ziegler ·
Haussler (stagiair) ·
Martin (stagiair) ·
Meschenmoser (stagiair) ·
Muck (stagiair) 
Barry ·
Boasson Hagen ·
Burghardt ·
Cavendish ·
Ciolek ·
Davis ·
Devine ·
Eisel ·
Gerdemann ·
Grabsch   ·
Greipel ·
Hammond ·
Hansen ·
Henderson ·
Hincapie ·
Kirchen ·
Klier ·
Knaven ·
Lewis ·
Löfkvist ·
Martin ·
Pinotti ·
Possoni ·
Raboň ·
Reynés ·
Rogers ·
Sieberg ·
Siwtsow ·
Wiggins ·
Dockx (stagiair)
Albasini ·
Barry ·
Boasson Hagen ·
Burghardt ·
Cavendish ·
Dockx ·
Eisel ·
Grabsch   ·
Greipel ·
Hansen ·
Henderson ·
Hincapie ·
Kirchen ·
Lewis ·
Löfkvist ·
Martin ·
Monfort ·
Pinotti ·
Possoni ·
Raboň ·
Renshaw ·
Reynés ·
Rogers ·
Sieberg ·
Siwtsow
Albasini ·
Bak ·
Cavendish ·
Dockx ·
Eisel ·
Ghyselinck ·
Goss ·
Grabsch ·
Greipel ·
Gretsch ·
Guldhammer ·
Hansen ·
Howard ·
Lewis ·
Martin ·
Monfort ·
Pinotti ·
Raboň ·
Renshaw ·
Reynés ·
Rogers ·
Roulston ·
Saramotins ·
Sieberg ·
Siwtsow ·
van Garderen ·
M. Velits ·
P. Velits
Albasini ·
Bak ·
Brammeier ·
Cavendish  ·
Degenkolb ·
Eisel ·
Fairly ·
Ghyselinck ·
Goss ·
Grabsch ·
Gretsch ·
Howard ·
Lewis ·
Martin   ·
Pate ·
Pinotti ·
Raboň ·
Rasmussen (tot 15/09) ·
Renshaw ·
Roulston ·
Siwtsow ·
Smukulis ·
van Garderen ·
M. Velits ·
P. Velits ·
Dempster (stagiair) ·
Norris (stagiair)
Bandiera · Boonen · Brammeier · Cataldo · Chavanel · Chicchi · Ciolek · De Weert · Devenyns · Fenn · Gołaś · Grabsch · Keisse · Kwiatkowski · Leipheimer · Maes · Martin     · Pauwels · Pineau · Raboň · Steegmans · Štybar · Terpstra · Trentin · Vandenbergh · Vandewalle · Van Keirsbulck · P. Velits · M. Velits · Vermote · Hoorne (stagiair) · Sénéchal (stagiair)
Alaphilippe · Bakelants · Boonen · Brambilla · Cavendish · De Gendt · De Weert · Fenn · Gołaś · Keisse · Kwiatkowski  · Maes · Martin   · Meersman · Pauwels · Petacchi · Poels · Renshaw · Serry · Steegmans · Štybar · Terpstra · Trentin · Urán · Vakoč · Vandenbergh · Van Keirsbulck · M. Velits · Vermote · Verona
Alaphilippe · Boonen · Bouet · Brambilla · Cavendish · de la Cruz · Gołaś · Keisse · Kwiatkowski  · Lampaert · Maes · Martin · Meersman · Renshaw · Sabatini · Serry · Štybar · Terpstra · Trentin · Urán · Vakoč · Vandenbergh · Van Keirsbulck · M. Velits · Vermote · Verona · Wisniowski · Contreras (stagiair) · Gaviria (stagiair)
Alaphilippe · Boonen · Bouet · Brambilla · Contreras · de la Cruz · De Plus · Gaviria · Jungels · Keisse · Kittel · Lampaert · Maes · D. Martin · T. Martin   · Martinelli · Meersman · Richeze · Sabatini · Serry · Štybar · Terpstra · Trentin · Vakoč · Vandenbergh · Van Keirsbulck · Velits · Vermote · Verona · Wiśniowski · Costa (stagiair) · García (stagiair) · Sisr (stagiair)
Belkov · Biermans · Bystrøm · Gonçalves · Haller · Hollenstein · Kišerlovski · Koeznetsov · Kotsjetkov · Kristoff  · Lammertink · Losada · Machado · Mamykin · Martin   · Mathis · Mørkøv · Planckaert · Politt · Restrepo · Špilak · Taaramäe · Vicioso · Würtz Schmidt · Zabel · Zakarin · Havik (stagiair)
Belkov · Biermans · Boswell · Cras · Dowsett · Fabbro · Gonçalves · Haas · Haller · Hollenstein · Kittel · Kišerlovski · Koeznetsov · Kotsjetkov · Lammertink · Machado · Martin · Mathis · Planckaert · Politt · Restrepo · Smit · Špilak · Würtz Schmidt · Zabel · Zakarin
Van Aert · Bennett · Bouwman · De Plus · Dumoulin · Eenkhoorn · Foss · Gesink · Groenewegen · Harper · Hofstede · Jansen · Kruijswijk · Kuss · Leezer · Lindeman · Martens · Martin · Pfingsten · Roglič   · Roosen · Teunissen · Tolhoek · Van der Hoorn · Van Emden · Vingegaard · Wynants
Van Aert · Affini · Bennett · Bouwman · Dekker · van Dijke (vanaf 5 september) · Dumoulin · Eenkhoorn · Van Emden · Foss · Gesink · Groenewegen · Harper · Hofstede · Van Hooydonck · Kooij (vanaf 18 februari) · Kruijswijk · Kuss · Leemreize · Martens (t/m 30 mei) · Martin · Oomen · Pfingsten · Roglič   · Roosen · Teunissen · Tolhoek · Vingegaard · Wynants (t/m 4 april)